# Crin Antonescu
George Crin Laurențiu Antonescu (Tulcea, 1959. szeptember 21.  –) román politikus, a Nemzeti Liberális Párt (PNL) elnöke 2009 és 2014 között, 2012 és 2014 között a román szenátus elnöke. A PNL jelöltje volt a 2009-es elnökválasztáson, ahol az első fordulóban a harmadik helyen végzett. 2012. július 10. és 2012. augusztus 31. között ő volt Románia ideiglenes elnöke, Traian Băsescu hivatalából való felfüggesztése idején. A 2025-ös romániai elnökválasztás jelöltje.

## Származása és végzettsége
Crin Antonescu a Tulcea megyei Tulceában született. Édesapja nevelte fel, aki arra ösztönözte, hogy a Bukaresti Egyetemen tanuljon történelemtanárnak. 1978-ban megnyerte az országos történelemolimpiát. 1985-ben szerzett diplomát az egyetem történelem–filozófia szakán.
Ioan T. Morar újságíró kutatásait követően Crin Antonescu elismerte, hogy két évet ismételt egyetemi tanulmányai során, és kijelentette, hogy egyszer szándékosan ismételt, másodszor pedig azért, mert Bukarestben akart maradni feleségével, aki még diák volt.

## Szakmai pályafutása
Miután 1985-ben elvégezte az egyetemet, Antonescu történelmet tanított a Vaslui megyei Solești községben. Később visszatért Tulceára, és 1989-ig folytatta tanári tevékenységét Niculițel községben, ahol történelmet és franciát tanított. Ott nagyfokú hiányzásáról számoltak be. 1989 és 1990 között a tulceai Történeti és Régészeti Múzeum kurátoraként dolgozott, amikor is a Colegiul Dobrogean Spiru Haretban folytatta oktatói tevékenységét, mielőtt parlamenti képviselőnek választották.

## Politikai pályafutása
Miután csatlakozott a Nemzeti Liberális Párthoz, Antonescu segített megszervezni a párt Tulceában. Crin Antonescu kilépett a PNL-ből, és két másik párton ment keresztül: a Polgári Szövetség Pártján (PAC) és a PL '93-on. A liberális mozgalom újraegyesítésével tért vissza a PNL-be, melynek révén a román politikai színtéren akkoriban létező összes liberális formáció beépült a PNL-be. 1995-ben a PNL alelnökévé, majd a képviselőházi liberális delegáció vezetőjévé választották, ahol ezt a tisztséget nem egymást követő két cikluson keresztül töltötte be.

### A Nemzeti Liberális Párt elnöke
2009. március 20. és 2014. május 26. között Crin Antonescu volt a PNL elnöke, miután 2010. március 8-án újra megválasztották a PNL elnökévé Ludovic Orban ellen indulva.

### Románia ideiglenes elnöke
2012-ben, Traian Băsescu elnök felfüggesztését követően Antonescu vette át ideiglenes elnöki posztját. A Hivatalos Közlönyben 2012. augusztus 27-én megjelent határozatig mindaddig hivatalban maradt, amíg a jogintézmények érvénytelenítették a hivatalban lévő elnök felmentéséről szóló népszavazást.

### A 2025-ös elnökválasztás
Crin Antonescut a kormánykoalíció javasolta elnökjelöltnek 2024. december 23-án, ezt a PNL (2025. január 26-án), a Romániai Magyar Demokrata Szövetség (január 29-én) és a Szociáldemokrata Párt (PSD) (2025. február 2-án) hagyta jóvá. 2025. március 9-én bejelentette, hogy kilép a PNL-ből, hogy függetlenként induljon a 2025-ös elnökválasztáson a Románia, előre! választási szövetség (PNL–PSD–UDMR) színeiben.

## Magánélete
Antonescu kétszer nősült. Első felesége, Aurelia Antonescu 2004-ben öngyilkosságot követett el, mivel gyógyíthatatlan betegségben szenvedett. Vele Crin Antonescunak van egy lánya, Irina, aki 2001. március 1-jén született. 2009 júniusában Antonescu bejelentette, hogy feleségül veszi párttársát, Adina-Ioana Văleant. 2009. szeptember 25-én házasodtak össze.[forrás?]